# Kozlov u Křižanova
Kozlov (deutsch Koslau, auch Kozlau) ist eine Gemeinde in Tschechien. Sie liegt sechs Kilometer nordöstlich von Velké Meziříčí und gehört zum Okres Žďár nad Sázavou.

## Geographie
Kozlov befindet sich in der zur Böhmisch-Mährischen Höhe gehörigen Křižanovská vrchovina (Krischanauer Bergland) in der Quellmulde des Baches Šípský potok. Nördlich erhebt sich die Kuppe Na Kopaninách und im Osten der Šibeník (586 m). Durch den Ort führen die Eisenbahnstrecken von Žďár nad Sázavou nach Brno und Velké Meziříčí, die sich südlich von Kozlov gabeln. Die in Kozlov gelegene Bahnstation trägt den Namen Křižanov.
Nachbarorte sind Dobrá Voda und Jívoví im Norden, Křižanov im Osten, Ořechov und Ronov im Südosten, Sviny im Süden, Lhotky im Südwesten, Nové Dvory und Mostiště im Westen sowie Vídeň im Nordwesten.

## Geschichte

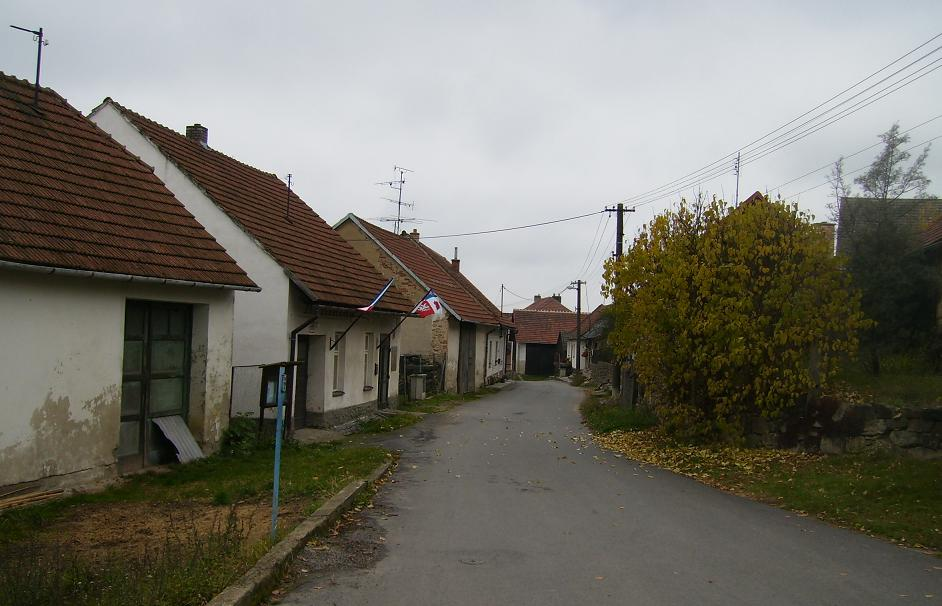
Kozlov

Erstmals urkundlich erwähnt wurde der Ort 1358 in der Brünner Landtafel, als Jindřich von Balinka das Dorf Balinka erblich an Zdich von Kozlov übertragen ließ. Kozlov gelangte später zu den Gütern des Zisterzienserklosters  Saar. In der Mitte des 15. Jahrhunderts ließ der Vladike Mikuláš von Kozlov eine Feste errichten. Das Dorf wurde 1483 während des böhmisch-ungarischen Krieges zerstört und 300 m nördlich wieder aufgebaut. 1483 erhielt Jan von Kladno Güter einschließlich des Freihof und der wüsten Feste. Dieser verkaufte die Güter in Kozlov 1494 an den Landeshauptmann von Mähren, Jan von Lomnice und Meziříčí. 1609 erwarb Tomáš Soběhrd von Kozlov zusammen mit dem Gut Ostrov auch Kozlov von Václav von Radostín. Jan Volf Meziříčský von Kozlov wurde 1614 in den Ritterstand erhoben. Nach der Schlacht am Weißen Berg verlor er 1624 seine Güter und ging nach Skalice in Ungarn ins Exil. Seine Güter erhielt Kardinal Franz Xaver von Dietrichstein.
Nach der Aufhebung der Patrimonialherrschaften bildete Kozlov ab 1850 einen Ortsteil des Marktes Krzizanau im Bezirk Velké Meziříčí. 1866 erlangte Kozlov seine Eigenständigkeit. Mit Beginn des Jahres 1961 wurde der Okres Velké Meziříčí aufgelöst und die Gemeinde dem Okres Žďár nad Sázavou zugeordnet. Im Jahre 1976 erfolgte die Eingemeindung nach Křižanov, seit 1990 besteht die Gemeinde wieder.

## Ortsgliederung
Für die Gemeinde Kozlov sind keine Ortsteile ausgewiesen.

## Sehenswürdigkeiten
- ehemaliger Freihof, der Hof mit der Hausnummer 1 war früher Sitz des Erbrichters
- Kapelle Mariä Heimsuchung, errichtet zwischen 1941 und 1949 anstelle eines 1938 abgetragenen Vorgängerbaues.
- am Židák bestehen reichhaltige Amphibienpopulationen
- hölzerne Obstdarre aus dem 19. Jahrhundert